# Bruneggad hätta
Bruneggad hätta (Mycena olivaceomarginata) är en svampart som först beskrevs av George Edward Massee, och fick sitt nu gällande namn av George Edward Massee 1893. Enligt Catalogue of Life ingår Bruneggad hätta i släktet Mycena,  och familjen Mycenaceae, men enligt Dyntaxa är tillhörigheten istället släktet Mycena,  och familjen Favolaschiaceae. Arten är reproducerande i Sverige. Inga underarter finns listade i Catalogue of Life.

## Källor

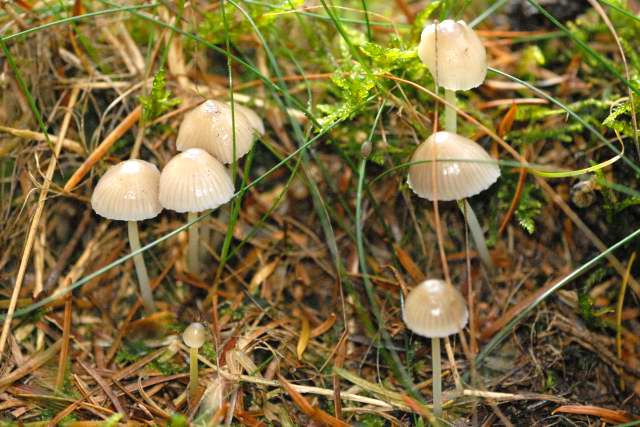
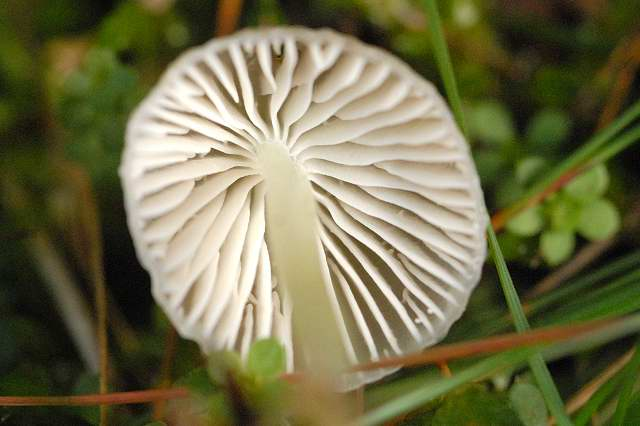